# Matt Kalil
Matt Kalil (Corona, 6 luglio 1989) è un giocatore di football americano statunitense che milita nel ruolo di offensive tackle nella National Football League (NFL). Scelto dai Minnesota Vikings come quarto assoluto nel Draft NFL 2012, del quale era considerato dagli analisti il miglior prospetto tra gli offensive tackle, in precedenza aveva giocato a football per i Trojans della University of Southern California.

## Carriera universitaria

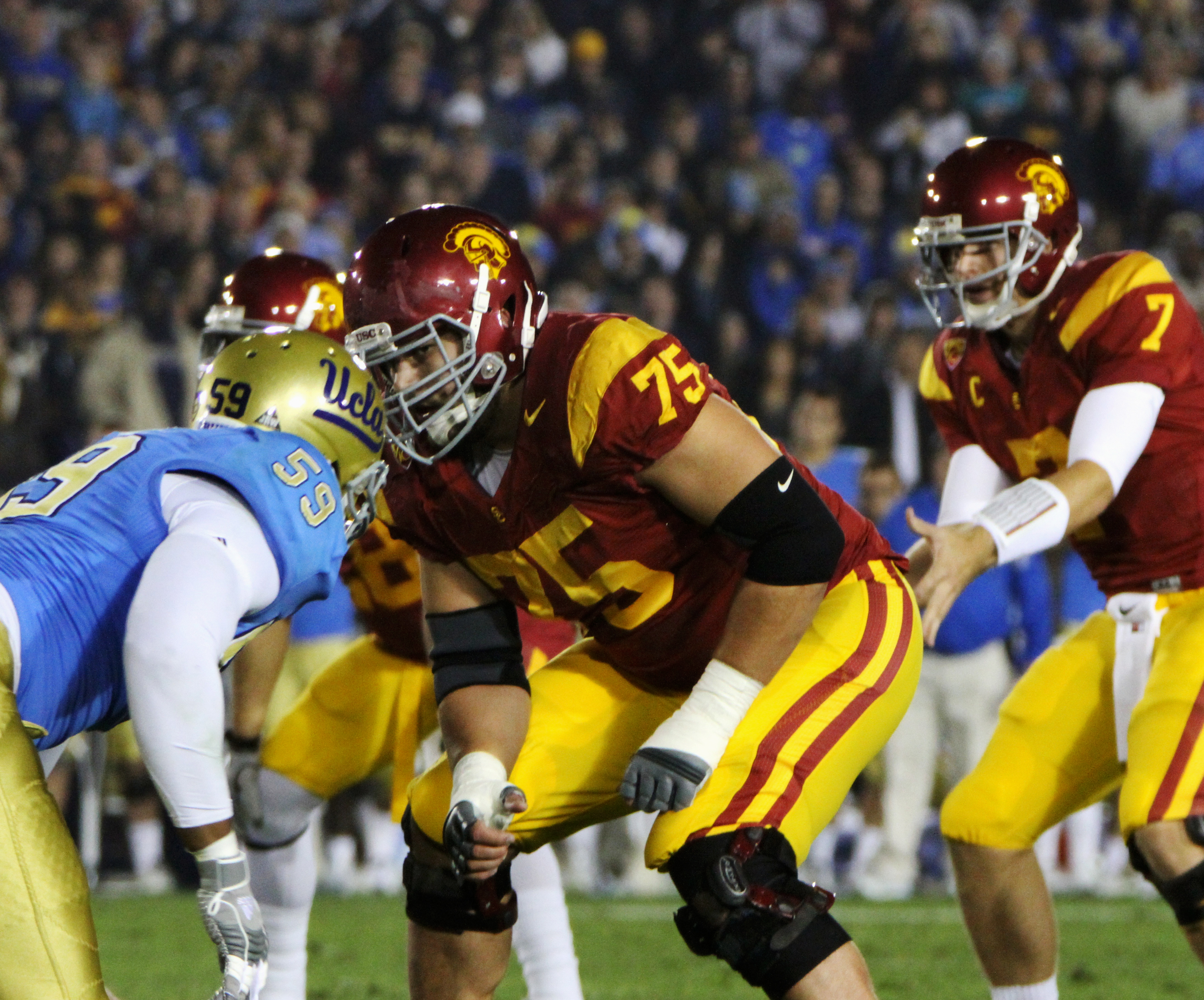
Kalil schierato nella offensive line di USC durante l'incontro vinto 28-14 contro UCLA nel 2010.

Dopo aver giocato a football presso la Servite High School di Anaheim, ai tempi della quale fu sia da sophomore che da junior un all-state offensive lineman oltre che convocato per giocare nell'U.S. Army All-American Bowl, Kalil fu inserito al 3º posto, tra i migliori offensive tackle della nazione nella sua classe di reclutamento, da entrambi i popolari siti di scouting collegiale Rivals.com e Scout.com, che lo classificarono inoltre rispettivamente all'11º e 12º posto tra i migliori prospetti in assoluto della classe 2008. Egli ricevette l'interesse di diverse università, come Arizona, Colorado, Nebraska ed USC, optando infine per quest'ultima nel 2008.
Dopo essere stato redshirt il primo anno (poteva allenarsi con la squadra ma non disputare incontri ufficiali), nel 2009 fu principalmente riserva del tackle destro Tyron Smith, dando tuttavia nel contempo un importante apporto negli special team. Egli giocò un numero limitato di snap in 11 dei 13 incontri della stagione, debuttando (a seguito dell'ineleggibilità per la partita per quanto riguardava Smith) come titolare nell'ultimo incontro della stagione, quello vinto da USC contro Boston College che permise ai Trojans di far loro l'edizione 2009 dell'Emerald Bowl. In questa partita diede un'ottima prova di sé, favorendo in particolar modo il touchdown su corsa realizzato dal quarterback Matt Barkley al quale aveva aperto la strada bloccando il tentativo di tackle del linebacker Luke Kuechly. L'unico match in cui non scese in campo quell'anno, fu quello contro Arizona State.

Nel 2010 Kalil divenne titolare fisso dei Trojans, disputando tutti e 13 gli incontri stagionali come tackle sinistro, ruolo nel quale subentrò a Charles Brown approdato nel 2010 in NFL. Egli, disputando un'ottima sessione autunnale, riuscì a battere la concorrenza di Tyron Smith (tornato ad essere schierato ne ruolo di tackle destro dopo l'ultimo match saltato nella stagione 2009) con cui andò a formare quella che fu probabilmente la miglior coppia di tackle in quella stagione. In tale stagione USC subì 18 sack da parte delle difese avversarie, ma neanche uno arrivò su errore di Kalil che giocò inoltre un ruolo di primaria importanza nel far sì che l'attacco di USC si classificasse al 4º posto nella Pac-10 sia in scoring offense che in total offense con una media rispettivamente di 31 punti e 431,5 yard totali messi a referto a partita. 

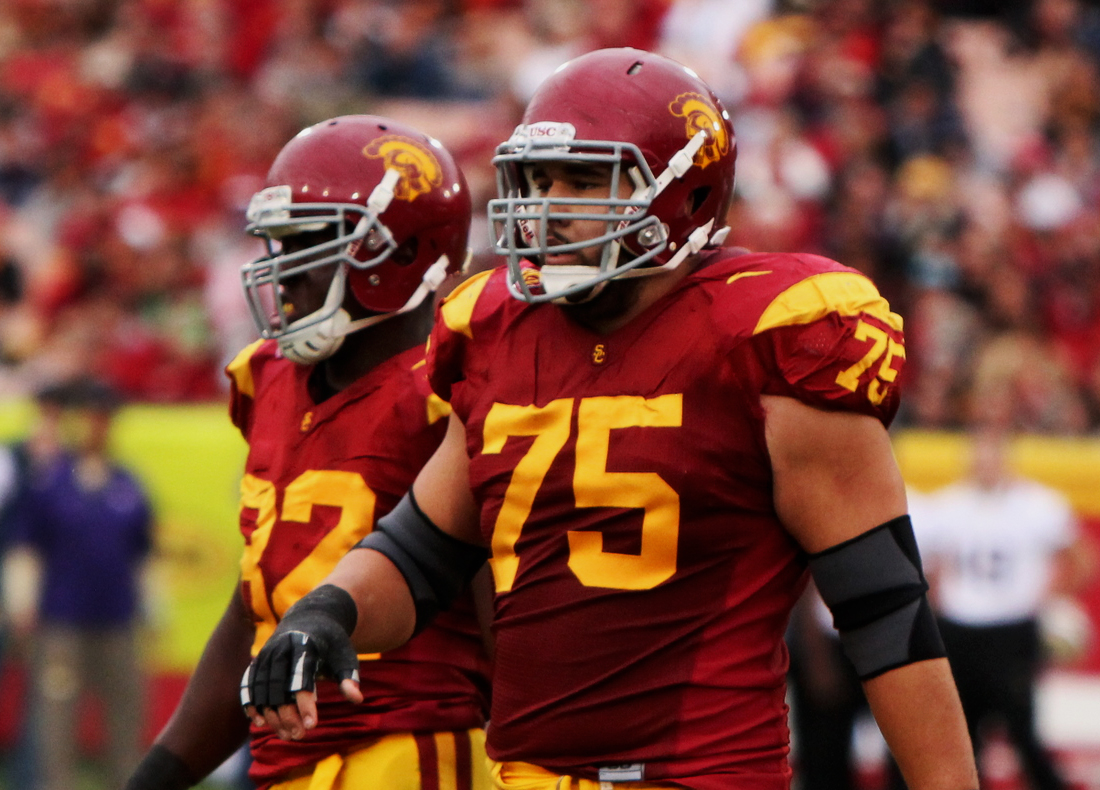
Kalil durante il match del 2011 vinto da USC 40-17 contro Washington.

 Continuando a giocare anche negli special team, si tolse inoltre anche la soddisfazione di bloccare un calcio valevole per la trasformazione del punto addizionale nell'incontro perso contro Notre Dame.
Nel 2011 continuò a giocare sugli alti livelli della stagione precedente, rivelandosi uno degli offensive tackle migliori del panorama nazionale. Ancora una volta non concesse alcun sack alle difese avversarie, aiutando USC a terminare al secondo posto a livello nazionale (ed al primo della Pac-12) con solo 8 sack concessi durante tutto l'arco della stagione. Grazie ai suoi blocchi, USC realizzò 14 touchdown e chiuse al secondo posto nella Pac-12 ed al sesto a livello nazionale in efficienza sui passaggi con un rating di 161,1. Di pari passo migliorò anche il proprio rendimento negli special team stabilendo il nuovo record di calci bloccati in una stagione, 4, equamente divisi tra punti addizionali (uno contro Arizona ed uno contro California) e field goal bloccati (uno contro Minnesota ed un altro contro Utah), abilità questa che gli valse il soprannome di "The Hammer" (it. Il Martello). Al termine della stagione fu inserito in numerosi First-team All-American (tra cui quello dell'Associated Press e della Walter Camp Football Foundation) e fu unanimous First-team All-Pac-12. Egli, semifinalista quell'anno anche per il Lombardi Award, fu inoltre il 16º giocatore (12º offensive lineman) di USC a vincere il Morris Trophy, premio che individua il miglior offensive lineman ed il miglior defensive lineman della Pac-12, ed assieme al fratello Ryan formò la prima coppia di fratelli capaci di aggiudicarsi tale premio, oltre che la terza coppia di fratelli reclutata da USC ad essere eletta All-American, assieme a Marlin e Mike McKeever ed a Clay e Bruce Matthews.

### Vittorie e premi

#### Università
- Emerald Bowl: 1

USC Trojans: 2009

#### Individuale
- First-team All-American: 1

2011
- First-team All-Pac-12: 1

2011
- Morris Trophy: 1

2011
- John Dye Memorial Award: 1

2011

## Carriera professionistica

### Draft NFL 2012

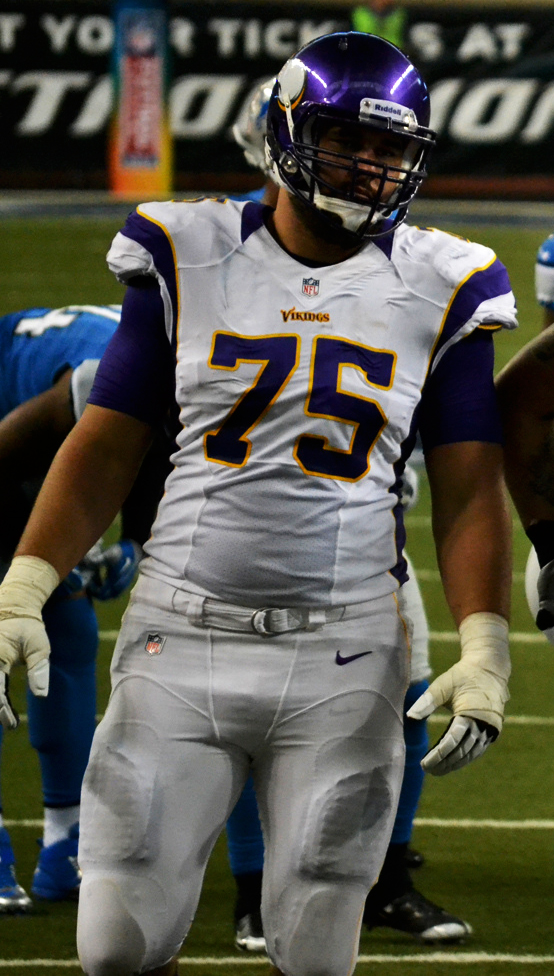
Kalil in Minnesota Vikings-Detroit Lions del 2012.

Considerato già dopo il suo anno da sophomore come uno dei migliori prospetti tra gli offensive tackle in vista del Draft NFL 2012, Kalil si dichiarò eleggibile per il Draft il 16 dicembre 2011, decisione che lo portò quindi a rinunciare alla quarta ed ultima stagione con la maglia dei Trojans. Dopo un'ottima prestazione all'NFL Combine, Kalil fu pronosticato come terzo assoluto nel Draft, scelta appartenente ai Minnesota Vikings che lo avrebbe reso l'uomo della linea offensiva proveniente da USC scelto più in alto dal 1995, anno in cui i Jacksonville Jaguars scelsero Tony Boselli come 2º assoluto. Kalil alla fine fu scelto effettivamente dai Vikings, ma come quarto assoluto, dal momento che la sua nuova squadra aveva ceduto la sua terza scelta assoluta ai Cleveland Browns in cambio della quarta del primo giro e delle scelte del quarto, quinto e settimo giro dei Browns.

### Minnesota Vikings

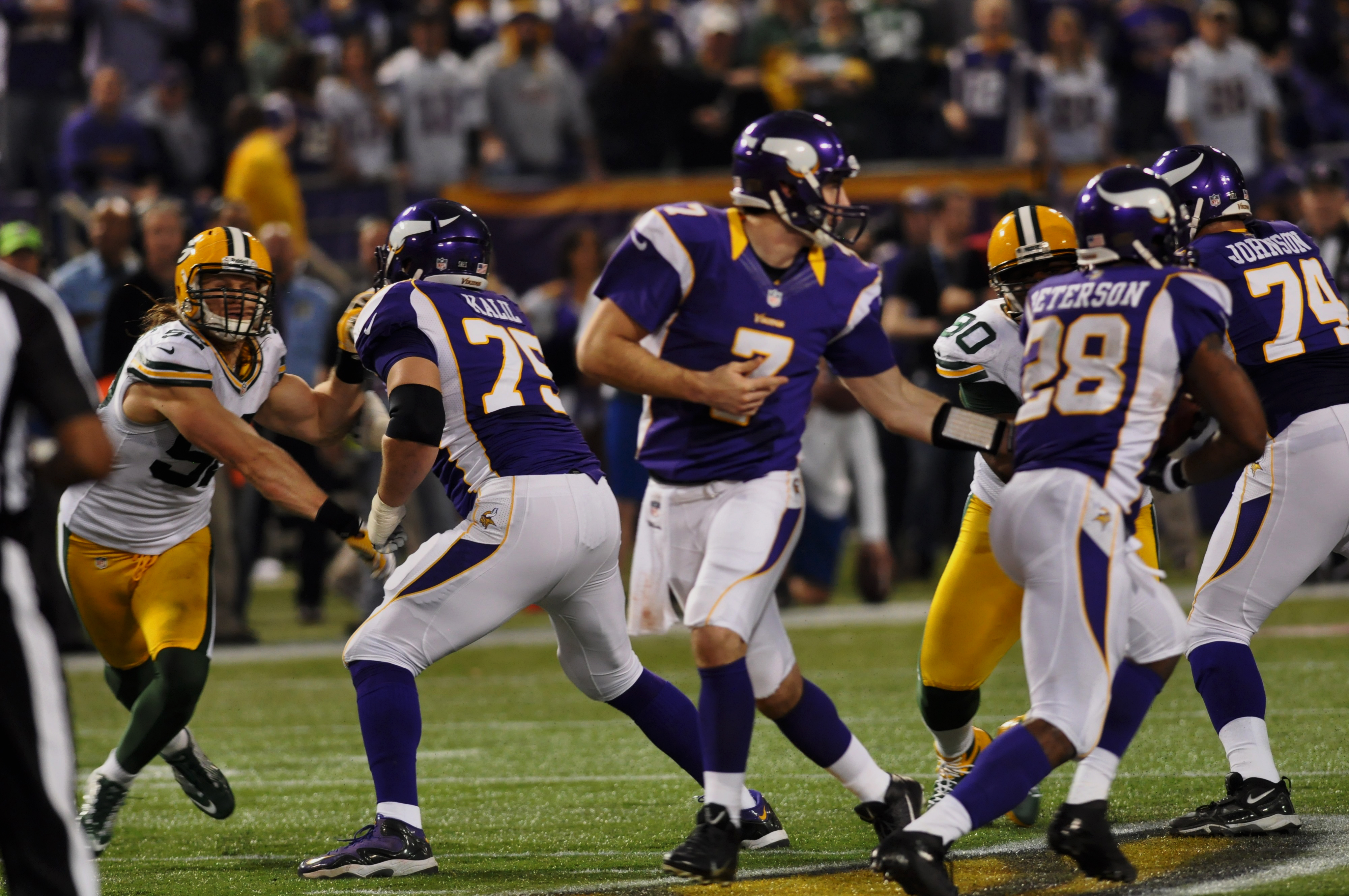
Kalil (75) nell'ultimo incontro della stagione 2012, impegnato a bloccare Clay Matthews, outside linebacker dei Green Bay Packers.

Il 26 luglio 2012, Kalil acconsentì all'offerta contrattuale propostagli dai Vikings, un quadriennale da 19,77 milioni di dollari, tutti garantiti, di cui 12,81 accordati alla firma.
Kalil debuttò come professionista partendo come titolare nella prima gara della stagione vinta contro i Jacksonville Jaguars ai supplementari. Nel complesso, nella sua stagione da rookie, Kalil giocò come tackle sinistro titolare tutte le 16 gare della stagione regolare (oltre alla gara di playoff contro i Green Bay Packers), aiutando Adrian Peterson a correre per ben 2.097 yard (nella sola stagione regolare) che valsero al running back dei Vikings il titolo di MVP della NFL. Nello specifico, secondo Pro Football Focus, Kalil concesse alle difese avversarie solo 18 pressioni sul proprio quarterback, in 411 blocchi effettuati su passaggio per una percentuale di 96,7 di poco inferiore a quella di uno dei migliori offensive tackle della lega come Joe Thomas (97,8%).

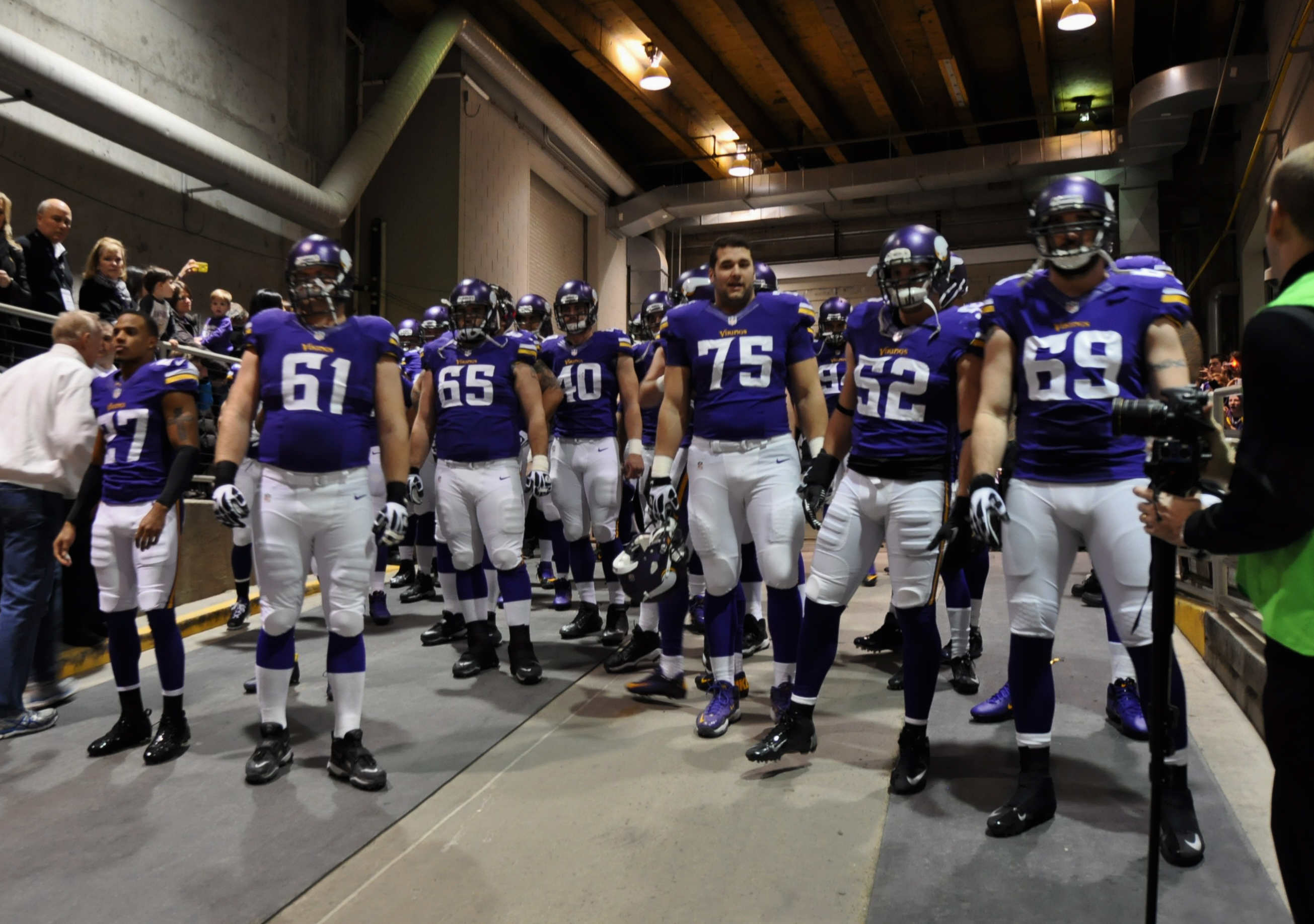
Kalil (75) con i compagni di squadra prima dell'ingresso in campo nell'ultimo incontro del 2013.

Egli inoltre non collezionò alcuna penalità sino alla settimana 14, quando fu sanzionata una sua trattenuta contro il defensive end dei Chicago Bears Julius Peppers, e concesse nell'arco di tutta la stagione solo 5,5 sack alle difese avversarie, aiutando così l'offensive line di Minnesota, a passare dai 49 sack subiti nel 2011 ai 32 subiti nel 2012. Ciò bastò a Kalil per essere posizionato all'8º posto tra i migliori offensive tackle della NFL nella stagione 2012. Il 25 gennaio 2013, Kalil fu convocato per la prima volta in carriera al Pro Bowl, al posto del tackle dei Washington Redskins Trent Williams, infortunatosi durante una rissa in un night club. Dieci giorni prima era stato inserito nell'All-Rookie Team stilato congiuntamente dalla rivista Pro Football Weekly e dalla Pro Football Writers of America.

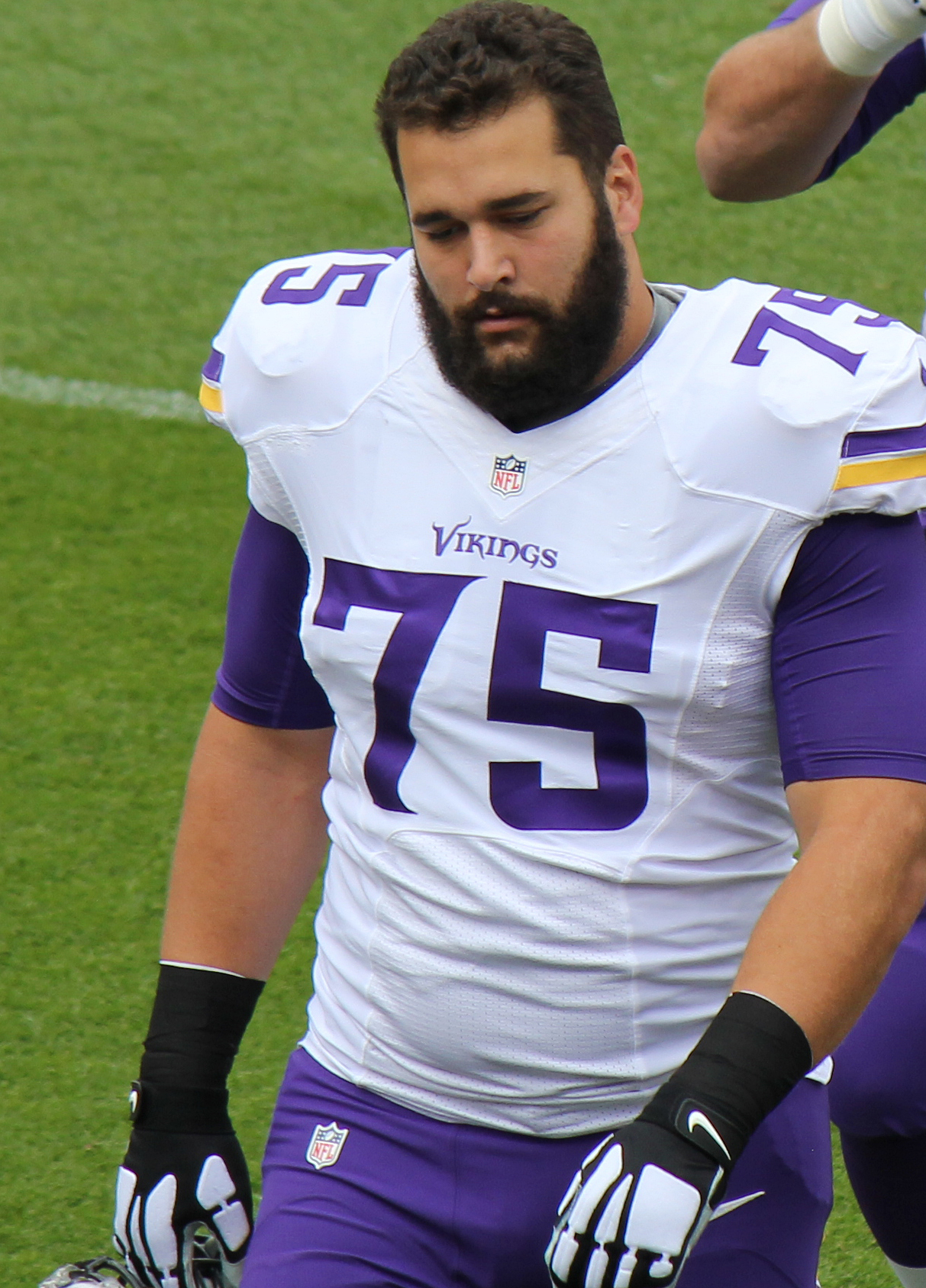
Kalil nel 2015 al termine della partita contro i Broncos.

Nel 2013 invece, a dispetto dell'ottimo 2012 disputato come rookie che faceva presagire un'altra stagione da top della lega per il tackle sinistro dei Vikings, Kalil fu una delle "vittime" più illustri di quello che negli Stati Uniti in gergo viene chiamato sophomore slump, ovvero il crollo delle prestazioni di un giocatore al secondo anno in una qualsivoglia competizione agonistica. Egli scivolò nelle classifiche di Pro Football Focus al 48º posto su 76 tackle qualificabili, per aver concesso ai difensori avversari nell'arco della stagione 4 sack, 12 colpi e 33 pressioni ai danni dei propri quarterback, nelle 16 partite disputate.
La stagione 2014 vide Kalil alle prese con i postumi di un intervento chirurgico al ginocchio sinistro subito nel maggio dello stesso anno, che condizionarono pesantemente le sue prestazioni. Il tackle sinistro dei Vikings, pur scendendo in campo come titolare in tutte e 16 le gare della stagione regolare, non disputò mai gare all'altezza di quelle della stagione 2012, concedendo ben 12 sack (il massimo per un tackle quella stagione) e ben 12 penalità (secondo in NFL dietro solo a Demar Dotson dei Tampa Bay Buccaneers) e venendo per questo classificato da Pro Football Focus all'82º posto su 84 tackle qualificabili. La stagione di Kalil vide una prima parte di campionato nettamente peggiore rispetto al finale, tant'è che 10 degli 11 sack e 9 delle 12 penalità concessi dal tackle alle squadre avversarie si registrarono nelle prime 11 gare. E proprio nell'ultima di queste 11 gare, a testimonianza del non tranquillo periodo che stava attraversando, salì agli onori delle cronache per aver lanciato il cappello di un fan che lo scherniva fuori dal TCF Bank Stadium. Nelle ultime 5 gare della stagione invece, complice anche una progressiva migliore risposta da parte del ginocchio, Kalil disputò gare decisamente migliori, concedendo solo 2 sack e tre penalità.

### Carolina Panthers
Divenuto free agent il 9 marzo firmò un contratto pluriennale con i Carolina Panthers, un quinquennale da 55,5 milioni di dollari di cui 25 garantiti alla firma, assicurandosi così la possibilità di giocare per la prima volta a fianco del fratello Ryan.

### Houston Texans
Il 22 marzo 2019, Kalil firmò con gli Houston Texans. Il 1º settembre 2019 fu svincolato.

## Palmarès
- Convocazioni al Pro Bowl: 1

2012
- PFWA All-Rookie Team - 2012

## Vita privata
Kalil è figlio e fratello d'arte, in quanto il padre Frank ha giocato come centro per le squadre di football delle università Arkansas e dell'Arizona, per i Buffalo Bills della NFL e per gli Arizona Wranglers e gli Houston Gamblers della United States Football League, ed il fratello maggiore Ryan gioca anch'egli nel ruolo di centro per i Carolina Panthers della NFL dopo aver ricoperto lo stesso ruolo a sua volta ad USC. La madre Cheryl è stata Miss California nel 1981, mentre la sorella Danielle è una cantante di musica country ed ha cantato in diverse partite l'inno americano, in particolar modo anche nell'incontro del 2013 che vedeva opposti i Panthers di Ryan ed i Vikings di Matt.
All'inizio del 2014, Kalil si è inoltre assicurato i diritti per aprire nuovi punti di ristoro della catena Pieology Pizzerias nell'intero stato del Minnesota.
Nel 2015 si sposò con la modella statunitense Haley Baylee, con cui divorziò nel 2022.